# Cratere Palinurus
Palinurus è un cratere sulla superficie di Dione. Trae nome dal mitologico timoniere di Enea.